# Conversion forcée des musulmans d'Espagne

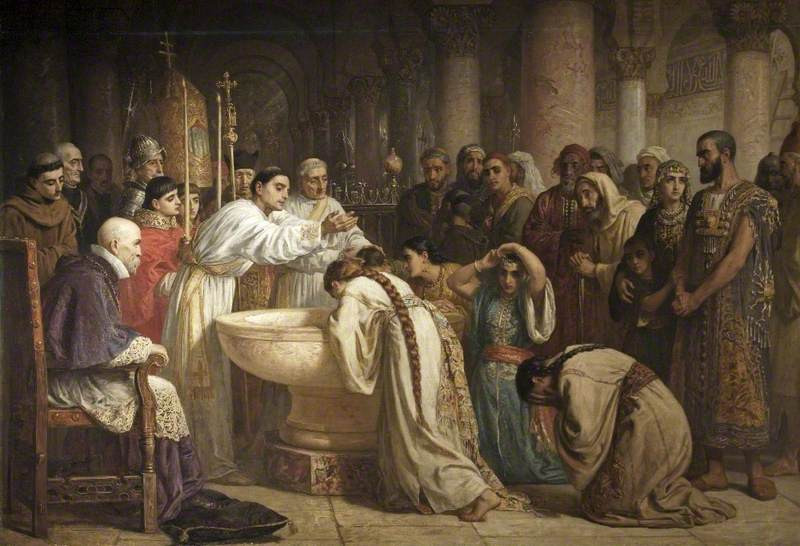
Les Prosélytes maures de l'archevêque Ximenès, Grenade, 1500, par Edwin Long (1829-1891), montre des musulmans baptisés en masse.

La conversion forcée des musulmans d'Espagne est décidée par une série d'édits interdisant l'islam en terre d'Espagne au début du XVIe siècle. Ces événements ont lieu à des moments différents dans chacun des royaumes espagnols : de 1500 à 1502 en Castille, de 1515 à 1516 en Navarre, puis de 1523 à 1526 en Aragon.
Après la reconquista de l'Espagne musulmane par les royaumes chrétiens, qui s'achève en 1492, la population musulmane de la péninsule s'élève entre 500 000 et 600 000 personnes. Les musulmans vivant sous domination chrétienne ont alors le statut de mudéjar, leur autorisant à pratiquer librement l'islam. En 1499, l'archevêque de Tolède, le cardinal Francisco Jiménez de Cisneros entame une campagne de conversion, à l'aide de tortures et d'emprisonnements, dans la ville de Grenade, ce qui déclenche une première révolte musulmane (en). La rébellion est finalement réprimée et instrumentalisée pour révoquer les garanties légales conférées par les traités protégeant les musulmans. Les conversions se dédoublent, et dès 1501, il n'y a officiellement plus de musulmans à Grenade.
Encouragée par ce premier succès à Grenade, la reine de Castille Isabelle émet un édit en 1502 bannissant l'islam des terres de la couronne. Avec l'annexion de la Navarre ibérique en 1515, davantage de musulmans sont soumis à cet édit castillan. Le dernier territoire à imposer la conversion est la couronne d'Aragon, dont les rois sont liés par serment lors de leur couronnement au respect de la liberté religieuse de leurs sujets musulmans. Au début des années 1520, une révolte aux accents anti-musulmans, la rébellion des Germanías, force les musulmans des territoires contrôles par les rebelles à se convertir. Les forces royales aragonaises, aidées des musulmans, parviennent à mater la rébellion, mais le roi Charles Ier (mieux connu sous le nom Charles Quint) décide de maintenir la validité des conversions forcées, contraignant les nouveaux convertis à rester chrétiens et les place sous l'autorité de l'Inquisition espagnole. En 1524, finalement, il obtient du pape Clément VII la levée de son serment protégeant la liberté religieuse des musulmans, ce qui lui permet d'agir officiellement contre le reste de la population musulmane. À la fin de l'année 1525, il émet à son tour un édit officiel forçant la conversion : l'islam n'existe donc plus officiellement dans l'ensemble de l'Espagne.
Bien que les édits royaux requièrent l'adhésion publique au christianisme, et malgré la surveillance de l'Inquisition espagnole, des preuves montrent que la plupart des nouveaux convertis (connus sous le nom de Morisques) continuent à pratiquer l'islam en secret (crypto-islamisme (en)). La fatwa d'Oran vient reconnaître la nécessité pour les musulmans d'assouplir la loi islamique (charia) qui ne peut plus être suivie dans la vie quotidienne sans être persécuté par l'Inquisition, et détaille les différentes mesures permettant aux musulmans de se conformer extérieurement au christianisme en effectuant des actes normalement interdits. La fatwa devient ainsi la base d'un crypto-islam pratiqué par les Morisques jusqu'à leur expulsion en 1609-1614. Certains musulmans, en particulier à proximité des côtes, parviennent à émigrer en réponse aux édits de conversion mais les nombreuses restrictions émises par les autorités empêchent la plupart d'envisager cette option. Des rébellions éclatent également dans certaines zones, particulièrement en terrain montagneux, facilement défendable mais toutes échouent. Finalement, ces édits créent une société où des musulmans refusant en secret leur conversion cohabitent avec d'anciens musulmans devenus chrétiens pratiquants, et ce jusqu'à leur expulsion définitive.

## Contexte

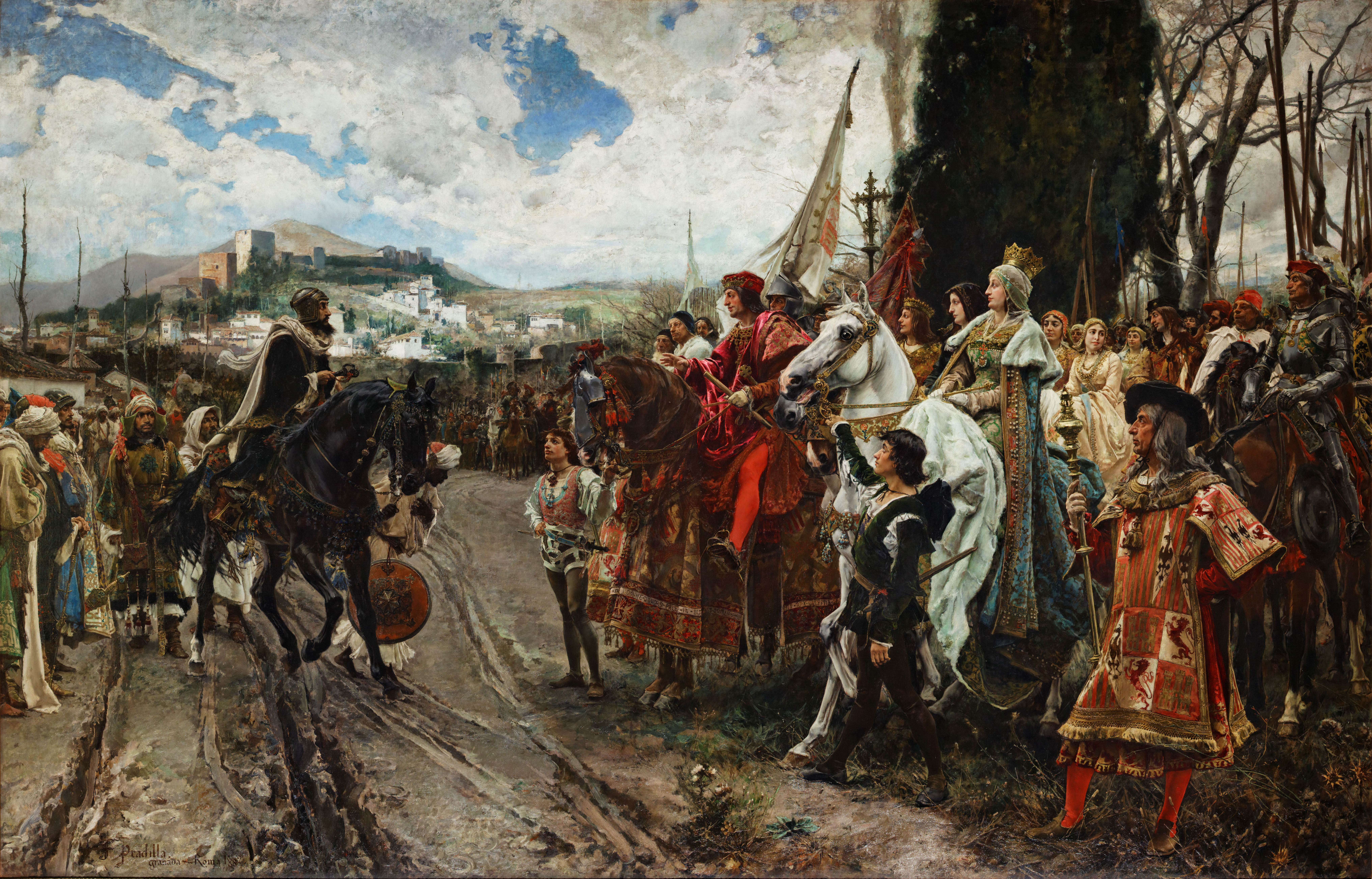
La Rendición de Granada par Francisco Pradilla Ortiz (1848–1921), illustre la prise de Grenade, dernier royaume musulman d'Espagne, en 1492.

L'islam est présent en Espagne depuis la conquête ommeyyade de l'Hispanie au VIIIe siècle. Au début du XIIe siècle, la population musulmane sur la péninsule Ibérique, appelée Al-Andalus par les musulmans, est estimée à environ 5,5 millions de personnes, dont des Arabes, des Berbères et des autochtones convertis. Pendant les siècles qui suivent, alors que s'accentue la pression des royaumes chrétiens au nord de la péninsule (la Reconquista), la population musulmane décline. À la fin du XVe siècle, alors que la Reconquista s'achève sur la prise de Grenade, la population musulmane d'Espagne est estimée entre 500 000 à 600 000 personnes sur une population totale de 7 à 8 millions. Ces musulmans vivant sous contrôle chrétiens sont connus sous le nom de Mudéjars. La moitié d'entre eux vivent sur le territoire de l'ancien émirat de Grenade, dernier état musulman indépendant d'Espagne, annexé à la couronne de Castille. Environ 20 000 musulmans vivent sur les autres territoires de Castille, et la majeure partie des restants sur ceux de la couronne d'Aragon.
Dans les premières années suivant la conquête de Grenade, les musulmans jouissent encore d'une grande liberté religieuse. Ce droit leur est garanti par plusieurs instruments légaux, dont des traités, des chartes, des capitulations et des serments de sacre. Le traité de Grenade (en) de 1491 par exemple garantit aux musulmans de la Grenade conquise la tolérance religieuse. Les rois d'Aragons, comme Ferdinand II et Charles Quint, jurent lors de leur serments de sacre de protéger la liberté religieuse des musulmans,.
Trois mois après la conquête de Grenade, en 1492, le décret de l'Alhambra ordonne l'expulsion des Juifs d'Espagne ou leur conversion, marquant ainsi le début d'un climat politique d'intolérance. En 1497, le Portugal, voisin occidental de l'Espagne, persécute ses populations juives et musulmanes pour satisfaire aux conditions posées par la couronne espagnole pour un mariage royal négocié par le cardinal d'Espagne Cisneros. Contrairement aux Juifs, les Musulmans portugais sont autorisés à s'installer en Espagne, ce que feront la plupart.

## Processus de conversion
Au début du XVIe siècle, l'Espagne est divisée en deux royaumes : la couronne de Castille et la couronne d'Aragon, plus petite. Le mariage entre le roi Ferdinand II d'Aragon et la reine Isabelle Ire de Castille unit les deux couronnes, et leur petit-fils Charles hérite finalement de l'ensemble (sous le titre de Charles Ier d'Espagne, mais il est plus connu sous le nom de Charles V ou Quint, lorsqu'il devient Saint Empereur Romain). Malgré cette union royale, les territoires des deux couronnes fonctionnent de manière indépendantes, avec des lois et des décisions variables, entraînant un traitement différent des musulmans. Des musulmans vivent également au royaume de Navarre, état d'abord indépendant puis rattaché à la couronne de Castille en 1515. Les périodes de conversions forcées varient ainsi en fonction de l'entité dirigeante : elles sont promulguées en 1500-1502 en Castille, en 1515-1516 en Navarre et seulement en 1523-1526 en Aragon.

### Dans la couronne de Castille

#### Royaume de Grenade

Le royaume de Grenade (rouge) au sein de la couronne de Castille (frontières noires).

Les premières conversions forcées des musulmans espagnols ont lieu à l'instigation du cardinal Cisneros, archevêque de Tolède, qui arrive à Grenade à l'automne 1499. Contrairement à l'archevêque de Grenade, Hernando de Talavera (en), dont la relation avec la population musulmane est amicale et qui préfère une approche pacifique de la conversion, Cisneros opte pour des mesures drastiques et autoritaires. Les musulmans non coopératifs, en particulier nobles, sont envoyés en prison où ils sont sévèrement traités (avec mentions de tortures) jusqu'à se qu'ils se convertissent,. Cisneros ignore les avertissements de son conseil, ces méthodes pouvant violer le traité de Grenade qui garantit la liberté de culte aux musulmans. Il intensifie au contraire sa politique de conversion, écrivant ainsi en décembre au pape Alexandre VI qu'il a converti, au cours d'une seule journée, 3 000 musulmans.

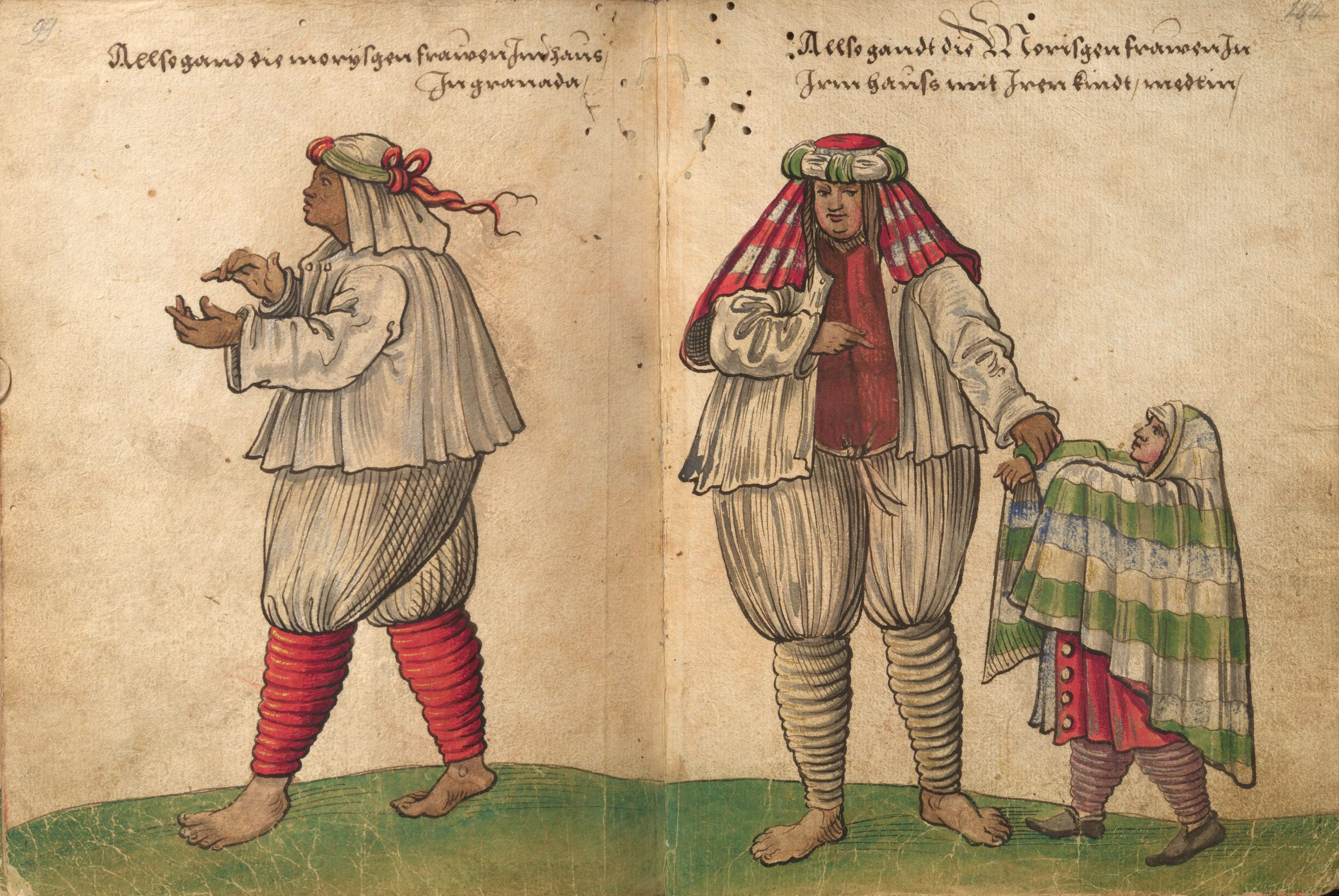
Morisques de Grenade, v. 1530

Ces conversions forcées entraînent une révolte (en) débutant dans la ville de Grenade. Elle débute après le meurtre séditieux d'un gendarme qui convoyait une femme musulmane à travers le quartier musulman de Grenade pour un interrogatoire. Ce premier épisode se termine sur des négociations débouchant sur le dépôt des armes par les musulmans et la livraison des responsables du meurtre. Cisneros parvient à utiliser cet évènement pour convaincre le roi Ferdinand et la reine Isabelle qu'en se rebellant les musulmans avaient perdu les droits accordés par le traité et devaient maintenant accepter leur conversion,. Les monarques renvoient Cisneros à Grenade avec pour mission de présider une nouvelle campagne de conversions,. Les musulmans de la ville sont forcés de se convertir en grand nombre, estimé à 60 000 d'après le pape dans une lettre à Cisneros datée de mars 1500. Cisneros affirme en janvier 1500 qu'« il n'y a personne dans la ville qui ne soit pas chrétien ».
Bien que la ville de Grenade soit maintenant sous contrôle chrétien, la rébellion gagne l'arrière-pays grenadin. Le chef de la rébellion fuit dans les Alpujarras en janvier 1500. Craignant d'être elle aussi forcée à se convertir, la population participe également à l'insurrection. La rébellion est cependant vaincue après une série de campagnes militaires mobilisant 80 000 troupes chrétiennes et le roi Ferdinand en personne lors de certaines opérations,. La reddition des rebelles vaincus inclut généralement un baptême,. En 1501, tous les musulmans sont convertis à Grenade.

#### Reste de la Castille
Contrairement aux musulmans de Grenade, vivant sous domination musulmane jusqu'en 1492, ceux du reste de la Castille vivent sous domination chrétienne depuis plusieurs générations. À la suite des conversions de Grenade, Isabelle décide d'imposer un édit visant à convertir ou expulser les musulmans de ses territoires. La Castille rend l'islam hors la loi en juillet 1501 à Grenade, mais l'édit n'est pas immédiatement rendu public. Il est proclamé le 12 février 1502 à Séville (une date que l'historien L. P. Harvey (en) considère comme « clé »), puis dans les autres villes de la Couronne. L'édit concerne « tous les royaumes et seigneuries de Castille et de León » et oblige tous les hommes musulmans de 14 ans ou plus et toutes les femmes musulmanes de 12 ans et plus, à se convertir ou quitter la Castille d'ici la fin du mois d'avril 1502. Ceci concerne aussi bien les musulmans nés en Castille que les immigrants, mais les esclaves en sont exclus, afin de respecter le droit de leurs propriétaires. Cette décision est justifiée dans l'édit : après la conversion réussie de Grenade, permettre aux musulmans de pratiquer leur culte serait scandaleux, bien que le texte reconnaisse que ces musulmans sont pacifiques. L'édit fait également valoir que cette décision est nécessaire pour protéger les nouveaux convertis de l'influence des musulmans non convertis.
Bien que l'édit ordonne l'expulsion plutôt que la conversion forcée, il interdit aux musulmans quasiment toutes les destinations, les autorités castillanes préférant que les musulmans se convertissent plutôt qu'ils ne quittent le territoire. Ainsi, le voisin occidental de la Castille, le royaume de Portugal, a déjà banni les musulmans depuis 1497. L'édit interdit explicitement de se rendre dans les régions voisines comme les royaumes d'Aragon et de Valence, la principauté de Catalogne ou le royaume de Navarre. Plusieurs destinations possibles outre-mer telles que l'Afrique du Nord ou les territoires de l'Empire ottoman sont exclues par le décret qui n'autorise le voyage que vers l'Égypte, alors contrôlée par le Sultanat mamelouk, mais, à cette époque, peu de navires font le trajet entre la Castille et l'Égypte . Par ailleurs, l'édit désigne Biscaye au Pays basque comme le seul port de départ possible, obligeant les musulmans du sud de la péninsule (Andalousie par exemple) de traverser l'entier territoire de Castille pour émigrer. L'édit fixe également la fin d'avril 1502 comme date limite, après laquelle l'islam devient hors la loi, et menace de sévères punitions ceux qui hébergeraient des musulmans. Un autre édit émis le 17 septembre 1502 interdit aux nouveaux convertis de quitter la Castille au cours des deux années suivantes.
Pour l'historien L. P. Harvey, cet édit, « de manière aussi sommaire, avec un préavis aussi si court », signe la fin de la présence musulmane sous le statut de mudéjar en Espagne. Contrairement à Grenade, il n'existe que peu de témoignages de baptême de masse ou sur la façon dont sont organisées les conversions. On note cependant des récits de célébrations chrétiennes après les conversions, telles que des « festivités assez élaborées » impliquant une corrida à Ávila.

### En Navarre

Les territoires de la Navarre au sud des Pyrénées (en rouge) sont annexés par la Castille en 1515, y étendant la prohibition de l'islam.

La reine de Navarre, Catherine de Foix (règne 1483-1517) et son consort Jean III ne trouvent aucun intérêt dans l'expulsion ou la conversion forcée de leurs sujets musulmans. Lorsque l'Inquisition espagnole arrive en Navarre à la fin du XVe siècle et commence à harceler les musulmans autochtones, la cour royale de Navarre la somme de cesser.
Cependant en 1512, la Navarre est envahie par la Castille et l'Aragon. Les forces espagnoles conduites par le roi Ferdinand occupent rapidement la partie ibérique du royaume, dont la capitale Pampelune ; en 1513, Ferdinand est proclamé roi. En 1515, la Navarre est formellement annexée par la couronne de Castille en tant qu'un de ses royaumes. L'édit de conversion de 1501-1502 entre ainsi en effet en Navarre, l'Inquisition étant chargée de l’exécuter. Contrairement à ce qui se passe en Castille cependant, peu de musulmans semblent avoir accepté la conversion. L'historien Brian A. Catlos note que le manque d'entrées dans les registres baptismaux et l'important volume de vente de terre par les musulmans en 1516 indiquent plutôt qu'ils ont quitté la Navarre pour s'établir au-delà des terres de la couronne d'Aragon, déjà inhospitalière pour eux, en Afrique du Nord. Malgré la persécution, certains musulmans restent : en 1520 par exemple, il y a 200 musulmans assez riches à Tudela pour être listés dans les registres.

### Dans la couronne d'Aragon

La couronne d'Aragon en Espagne.

Malgré son rôle clé dans la conversion des musulmans dans les terres castillanes de son épouse, Ferdinand II n'étend pas cette politique à ses sujets aragonais. Les rois d'Aragon, Ferdinand compris, doivent en effet prêter serment lors de leur couronnement qu'ils ne forceront pas la conversion de leurs sujets musulmans. Il répète le même serment devant ses Cortes (parlement) en 1510, et ne cherche pas, sa vie durant, à rompre cet engagement. Après la mort de Ferdinand en 1516, son successeur et petit-fils, Charles, prête à son tour le même serment lors de son couronnement.
La première vague de conversions forcées en terres aragonaises a lieu lors de la rébellion des Germanías. Cette rébellion, aux accents anti-musulmans, éclate parmi les sujets chrétiens du royaume de Valence au début des années 1520. Les rebelles forcent activement la conversion des musulmans au christianisme dans les territoires qu'ils contrôlent. En réaction, les musulmans se joignent à la couronne pour mater la rébellion, jouant même un rôle crucial dans plusieurs batailles. Une fois la rébellion réprimée, les conversions forcées par les rebelles sont considérées comme invalides par les musulmans qui retournent à leur pratique de l'islam. Par la suite cependant, le roi Charles Ier (connu sous le nom de Charles Quint) fait ouvrir une enquête afin de déterminer la validité de ces conversions. La commission chargée de l'enquête commence ses travaux en novembre 1524. À la suite de ses résultats, Charles confirme les conversions passées, plaçant les nouveaux convertis et relaps sous l'autorité de l'Inquisition. Les tenants de cette décision la justifient en arguant que les musulmans confrontés aux rebelles avaient eu un choix, libre selon eux : en acceptant la conversion plutôt que la mort, les musulmans auraient choisi de leur plein gré, entraînant le maintien effectif de la conversion.
En parallèle, Charles tente de se délier de son serment de protection des musulmans de sa couronne. Il demande au pape Clément VII une dispense dans une lettre en 1523 puis à nouveau en 1524. Clément refuse un premier temps avant d'émettre en mai 1524 un bref apostolique libérant Charles de son serment et l'absolvant de tout parjure qui peut en découler. Le pape permet également à l'Inquisition d'éliminer toute opposition aux conversions à venir.

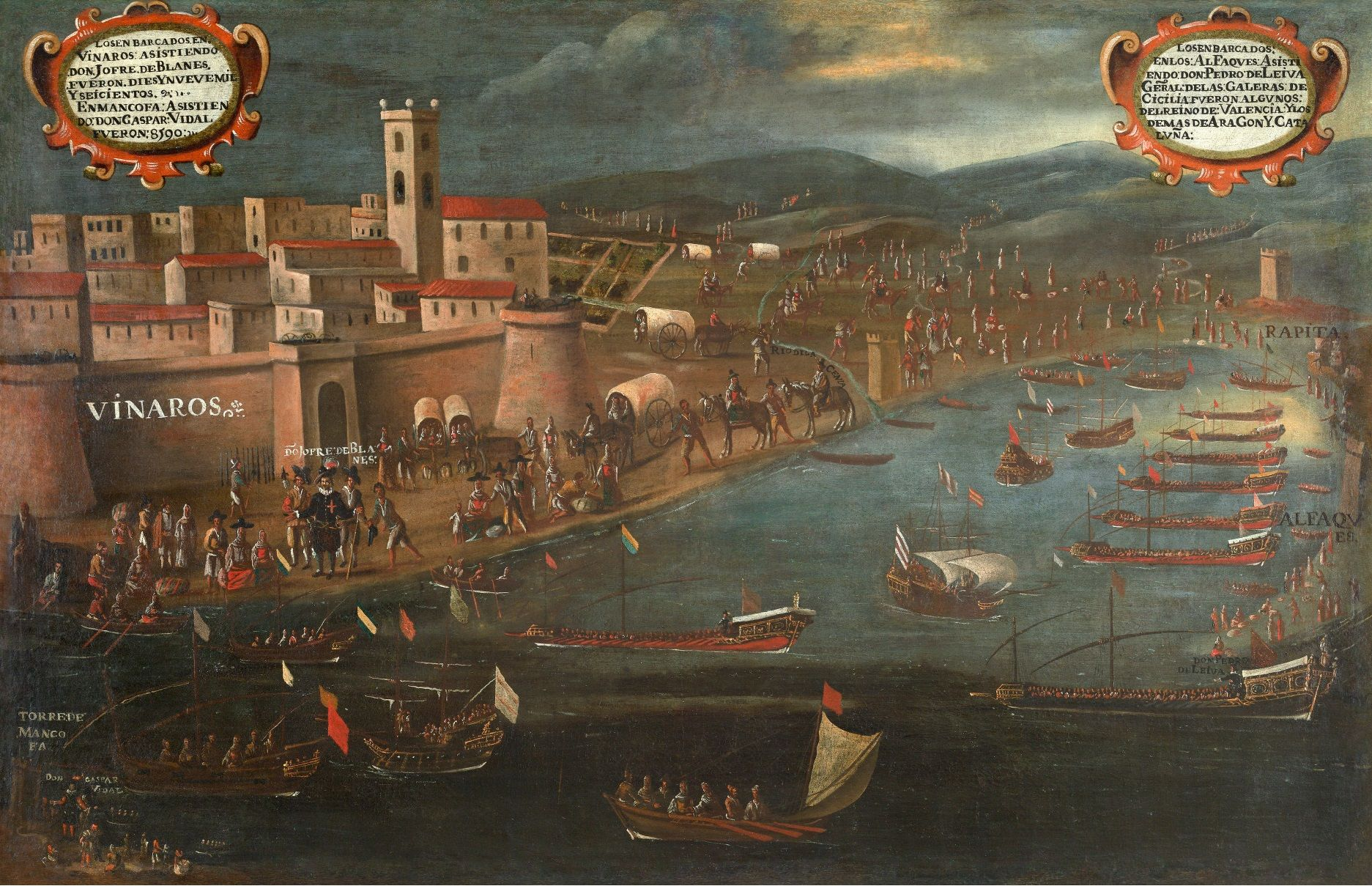
L'Expulsió al Port de Vinaros : L'expulsion des Maures vers le port de Vinaros par Pere Oromig y Francisco Peralta, 1613

Le 25 novembre 1525, Charles émet un édit ordonnant l'expulsion ou la conversion des musulmans restants de la couronne d'Aragon,. Comme dans le cas castillan, si l'exil était en théorie possible, il est en pratique irréalisable,,. En effet, pour quitter le royaume, un musulman doit d'abord obtenir un document à Siete Aguas, sur la frontière occidentale d'Aragon, puis traverser l'ensemble de la Castille pour pouvoir embarquer à La Corogne sur la côte nord-ouest de la péninsule. L'édit fixe le 31 décembre de la même année comme date limite dans le royaume de Valence et le 26 janvier 1526 en Aragon et en Catalogne. Ceux qui ne parviendrait pas à parvenir à temps risquent d'être réduits en esclavage. Un autre édit précise que ceux qui n'ont pas quitté les terres aragonaises d'ici le 8 décembre devront produire des preuves de leur baptême,. On ordonne également aux musulmans d'« écouter sans répondre » aux enseignements chrétiens.
Un très petit nombre de musulmans parvient à s'échapper en France, puis de là gagner l'Afrique du Nord musulmane. D'autres se rebellent contre cet édit, comme à la Serra d'Espadà. Les rebelles sont vaincus lors d'une campagne qui débouche sur le meurtre de 5 000 musulmans. Une fois ces rébellions matées, l'ensemble de la couronne d'Aragon est officiellement convertie au christianisme,. Les mosquées sont démolies, les prénoms et noms de famille sont changés, et la religion musulmane n'est plus pratiquée que dans le secret.

## Réactions musulmanes

### Crypto-islam

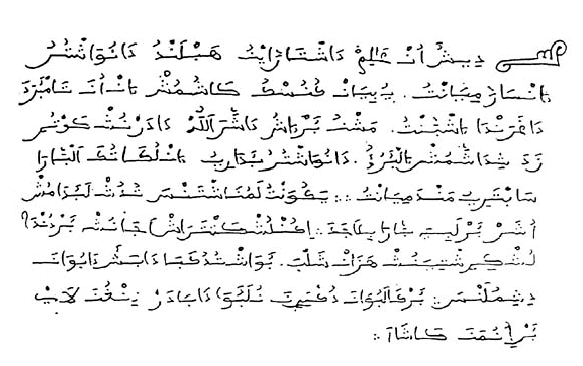
Un passage de l'œuvre du, un écrivain crypto-musulman du XVIe siècle.

Pour les musulmans qui ne peuvent pas émigrer, la conversion reste la seule option possible. Cependant, ces nouveaux convertis et leurs descendants (les Morisques) continuent secrètement à pratiquer l'islam. Pour L. P. Harvey, des « preuves abondantes et accablantes » existent prouvant que la plupart des nouveaux convertis restent secrètement musulmans, dont des écrits de musulmans eux-mêmes ou les archives de l'Inquisition,,. Plusieurs générations de Morisques naissent et meurt dans ce climat religieux. Les nouveaux convertis doivent également se conformer ouvertement au christianisme, par exemple en assistant à la messe ou en consommant nourritures ou boissons proscrites par l'islam,.
Cette situation conduit à une forme non-traditionnelle de pratique de l'islam dans laquelle l'intention intérieure (niyyah) devient la caractéristique centrale de la foi, plutôt que l'observance des rituels et des lois. Certaines pratiques religieuses hybrides ou nouvelles se retrouvent ainsi dans plusieurs textes morisques : les écrits du Jeune homme d'Arévalo (en), un écrivain morisque des années 1530, présentent des crypto-musulmans utilisant le culte chrétien pour remplacer des rituels islamiques traditionnels. Le Jeune homme d'Arévalo décrit également la pratique des prières rituelles secrètes en congrégation (salat jama'ah), la collecte de l'aumône afin de faire un pèlerinage à la Mecque (hajj ; il n'est cependant pas clair si un tel voyage était finalement fait), ainsi que la détermination et l'espoir animant ces crypto-musulmans de réinstituer, aussi tôt que possible, une pratique libre et complète de l'islam.

#### Fatwa d'Oran
La fatwa d'Oran est une fatwa (un avis juridique islamique) rendue en 1504 pour faire face à la crise des conversions forcées en Castille de 1501-1502. Elle est émise par l'érudit malékite nord-africain Ahmad ibn Abi Jum'ah et présente les assouplissements détaillés des prescriptions de la charia (loi islamique) permettant aux musulmans de se conformer extérieurement au christianisme, en effectuant des actes normalement interdits, lorsque nécessaire pour leur survie. La fatwa inclut ainsi des instructions moins strictes quant à l'exécution des prières (salat), l'aumône (zakât) ou l'ablution rituelle (wodzū). Elle explique également aux musulmans comment réagit lorsqu'ils sont contraints de violer la loi islamique, par exemple en pratiquant un culte chrétien, blasphémer ou consommer du porc ou du vin.
La fatwa connait une grande diffusion parmi les nouveaux convertis et leurs descendants : l'une des traductions en aljamiado nous étant parvenue est datée de 1564, soit 60 ans après l'émission originelle de la fatwa. L. P. Harvey la décrit comme un « document théologique clé » pour l'étude de l'islam en Espagne des conversions forcées jusqu'à l'expulsion des Morisques ; une analyse que partage l'universitaire spécialiste de l'islam Devin J. Stewart (en),.

### Émigration

Les musulmans souhaitant émigrer à la suite de l'édit en Aragon doivent obtenir un document à Siete Aguas, dans le sud-est de la couronne, puis traverser le territoire castillan jusqu'à La Corogne sur la côte nord-ouest de la péninsule. En pratique, parce que cet itinéraire obligatoire est si difficile à parcourir dans les délais impartis, les musulmans d'Aragon doivent accepter leur conversion forcées,.

L'avis prédominant des érudits musulmans est qu'un musulman ne peut pas rester dans un pays où le dirigeant n'autorise pas une bonne observance religieuse, obligeant ainsi à émigrer lorsqu'il le peut. Même avant les conversions forcées systématiques, les chefs religieux soutiennent que les musulmans en terre chrétienne sont soumis à des pressions directes et indirectes, et prêchent ainsi l'émigration comme une manière de protéger la religion de l'érosion. Ahmad al-Wansharisi, érudit nord-africain contemporain et principale autorité religieuse sur les musulmans espagnols écrit en 1491 que quitter les terres chrétiennes pour des terres musulmanes est obligatoire dans quasiment toutes les circonstances. De plus, il incite à de sévères punitions contre les musulmans qui restent et prédit qu'ils séjourneront en Enfer.
La politique des autorités chrétiennes, cependant, est généralement d'empêcher de telles émigrations. Cette option n'était alors envisageable que pour les plus riches vivant près de la côte sud de la péninsule, et encore, avec d'importantes difficultés. Par exemple, en 1501 à la Sierra Bermeja dans le royaume de Grenade, une option d'exil est proposée comme alternative à la conversion pour ceux qui sont en mesure de verser une taxe de dix doublons, une somme que ne peuvent se permettre la plupart des habitants,. La même année, alors qu'ils quittent la région, des villageois de Turre et Teresa près de la Sierra de Cabrera (es) dans la province d'Almería combattent des milices chrétiennes avec l'aide de leurs sauveteurs nord-africain à Mojácar. Les habitants de Turre sont vaincus et l'évasion planifiée tourne au massacre ; ceux de Teresa parviennent à s'enfuir, mais leurs biens, excepté ce qui tient dans leurs petits bateaux, sont abandonnés et confisqués.

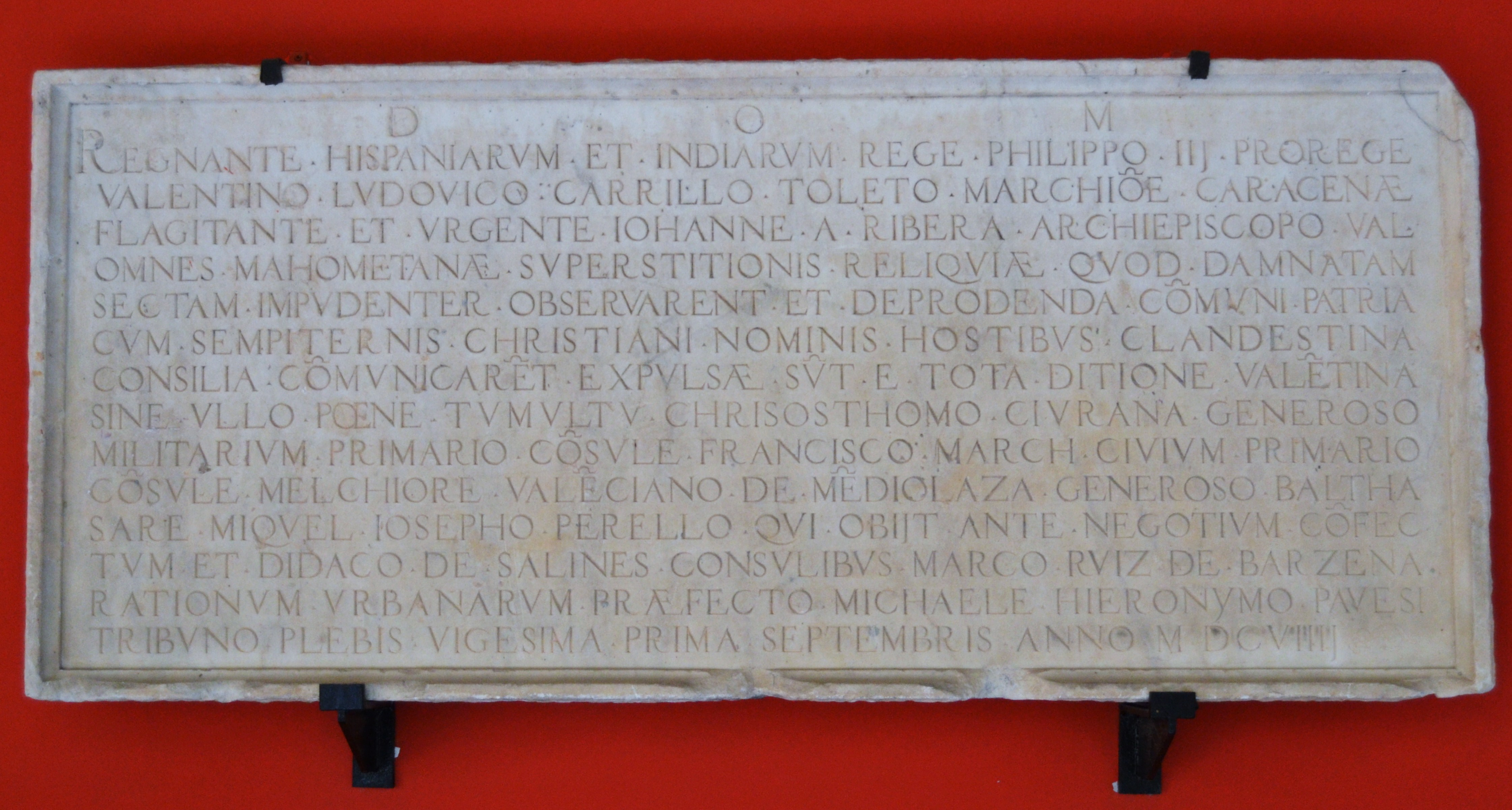
Plaque commémorative de l'expulsion des Maures, 1609

Bien qu'en Castille l'édit de conversion autorise théoriquement l'émigration, il interdit explicitement quasiment toutes les destinations disponibles pour la population musulmane, et en conséquence « quasiment tous » les musulmans doivent accepter la conversion. En Aragon, les musulmans souhaitant émigrer doivent se rendre en Castille, prendre une route terrestre via Madrid et Valladolid puis embarquer sur des navires sur la côte nord-ouest, le tout sur une très courte période. Ainsi pour l'universitaire Brian A. Catlos, l'émigration « n'est pas une option viable » et l'historien spécialiste de l'Espagne L. P. Harvey (en) qualifie l'itinéraire obligatoire comme « insensé » et « si difficile à parcourir » que le choix de l'exil est « en pratique presque inexistant ». Une interprétation partagée par l'historien séfarade Maurice Kriegel qui note qu'« en termes pratiques, il est impossible pour eux de quitter la péninsule ». Néanmoins, un petit nombre de musulmans parvient à fuir en France d'où ils rejoignent l'Afrique du Nord.

### Résistance armée
En Castille, la campagne de conversion du cardinal Cisneros à Grenade déclenche la révolte des Alpujarras (1499-1501) (en),, qui se termine par une victoire des forces royales, forçant les rebelles vaincus à se convertir,.
En Aragon, après l'émission de l'édit de conversion, les musulmans prennent les armes, en particulier dans les zones montagneuses, plus facilement défendables. Une première révolte éclate à Benaguasil menée par des musulmans de la ville et des zones alentour. Un premier assaut des armées royales est repoussé, mais la ville capitule en mars 1526 après cinq semaines de siège, entraînant le baptême des rebelles. Une révolte plus importante a lieu à la sierra d'Espadan. Les musulmans sont conduits par un chef qui se fait appeler « Selim Almanzo », évoquant Almanzor, un chef militaire musulman lors de l'âge d'or des musulmans espagnols,. Ils tiennent en échec les armées royales pendant plusieurs mois, repoussant plusieurs assauts avant de céder le 19 septembre 1526 face à l'assaut d'une armée de 7 000 hommes dont un contingent de 3 000 soldats allemands. 5 000 musulmans, dont femmes et vieillards, sont massacrés,. Les survivants fuient à la Muela de Cortes (es) ; plus tard, certains d'entre eux se rendent et sont baptisés, alors que d'autres parviennent à s'échapper en Afrique du Nord,.

### Conversions sincères
Certains convertis sont sincères dans leur foi chrétienne. Cisneros dit que certains convertis choisissent de mourir en martyr lorsque des rebelles musulmans de Grenade exigent leur abjuration. Un converti, Pedro de Mercado, de Ronda, refuse de rejoindre la rébellion de Grenade ; par vengeance les rebelles brûlent sa maison et séquestrent des membres de sa famille, dont son épouse et une fille. Par la suite, il est indemnisé par la couronne.
En 1502, toute la communauté musulmane de Teruel (en Aragon, frontalier avec la Castille) se convertit massivement au christianisme, même si l'édit de conversion des musulmans castillans de la même année ne s'appliquent pas à eux. L. P. Harvey avance qu'il subissent des pressions venues des Castillans de l'autre côté de la frontière, mais pour l'historien Trevor Dadson cette conversion n'est pas forcée, mais plutôt le résultat de siècles de cohabitation avec les chrétiens et le désir d'obtenir un statut légal identique.